# Pilsner Urquell

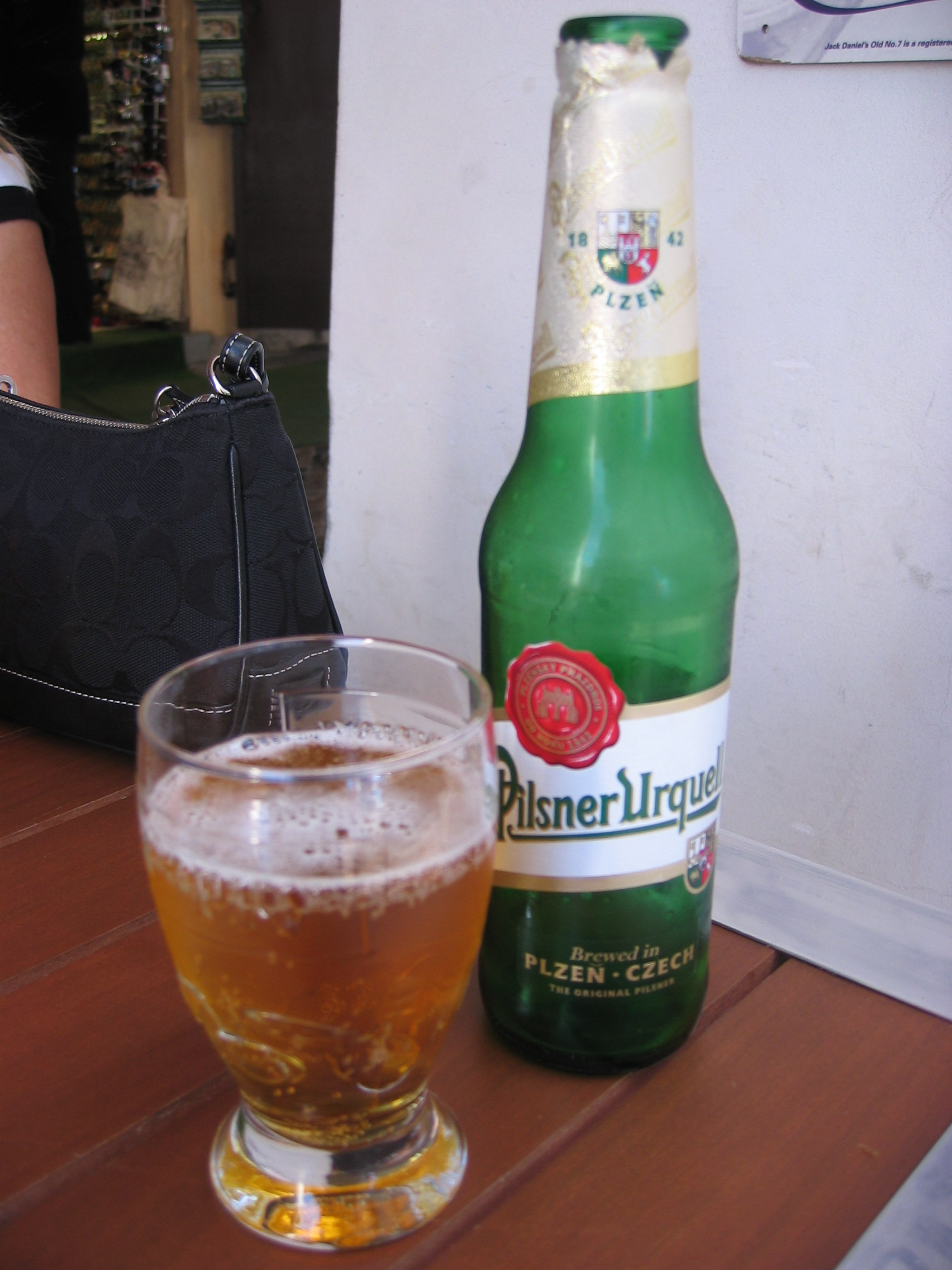
Ampolla de Pilsner Urquell

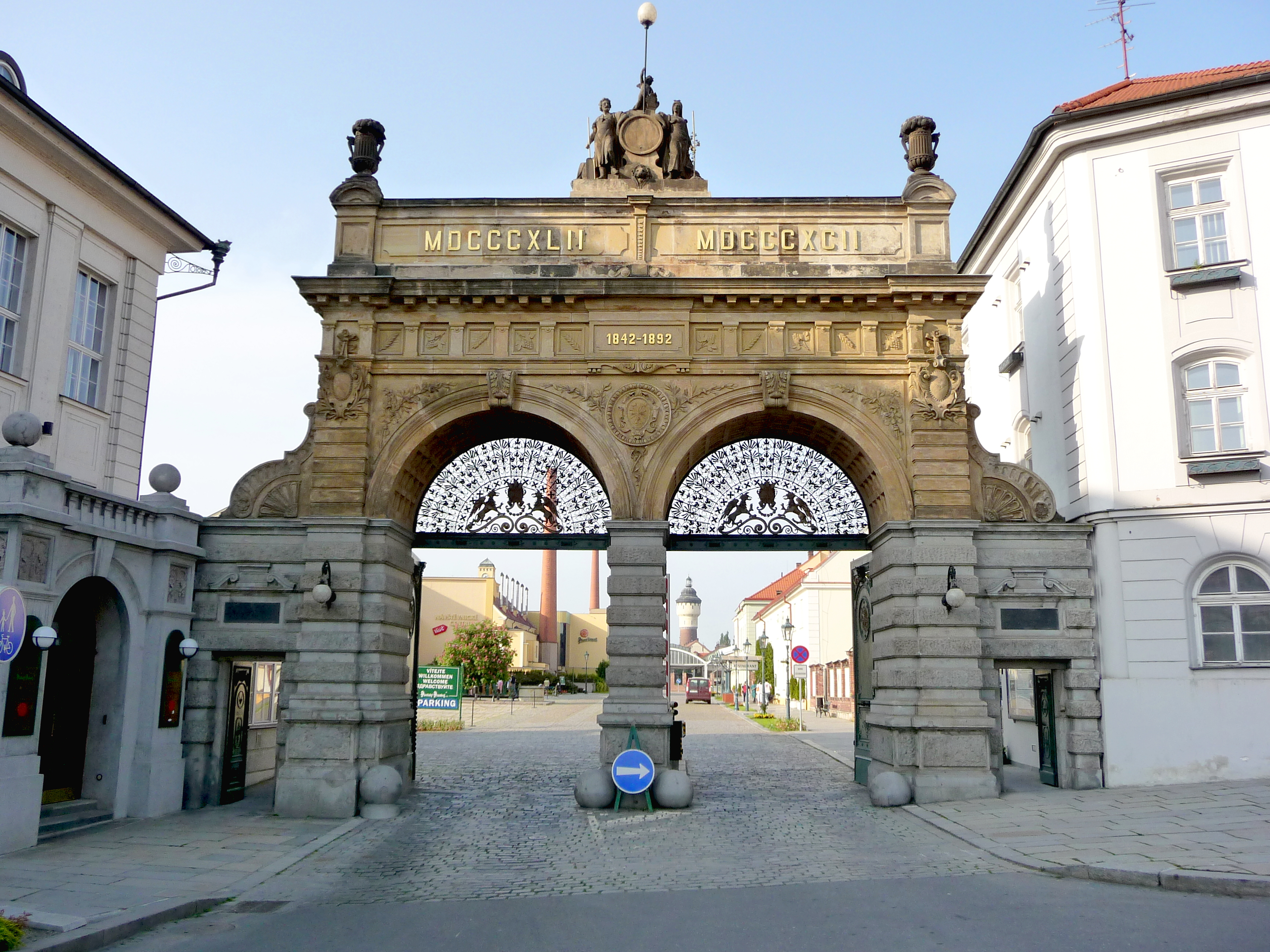
Entrada principal i característica de la factoria de Pilsner Urquell

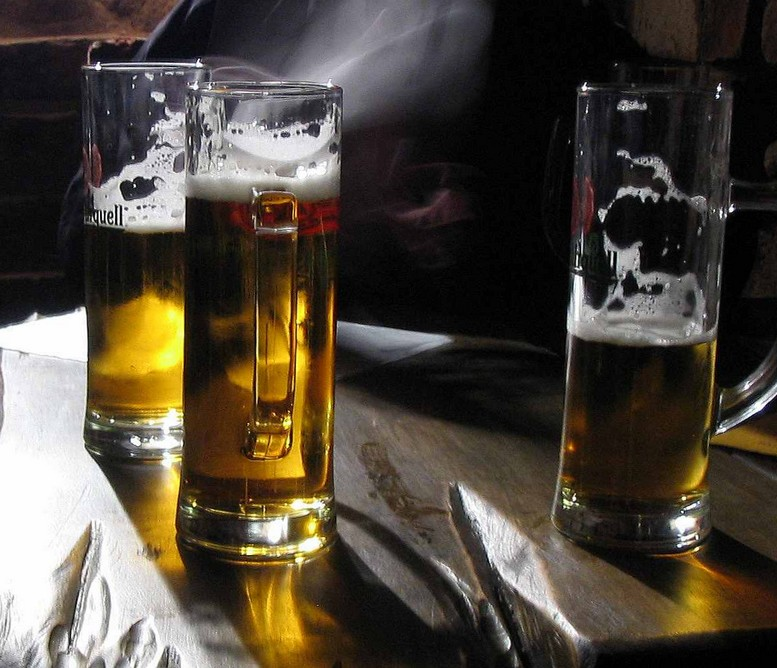
Cervesa Pilsner Urquell servida a la gerra original

Plzeňský Prazdroj conegut internacionalment per la traducció alemanya Pilsner Urquell (font original de Pilsen, en català) és una cervesa de baixa fermentació produïda des de 1842 a Pilsen, República Txeca. La cervesa és avui una marca destacada de l'elaboració del grup cerveser mundial SABMiller, que també ha començat a elaborar cervesa Pilsner Urquell a Polònia i Rússia.
Pilsner Urquell té un cos més dens però amb menys alcohol que les típiques cerveses rosses d'estil americà i amb més força que la majoria de les cerveses Pilsener. El llúpol de Saaz, una varietat de llúpol noble, és un element clau en el seu perfil del sabor, així com l'ús d'aigua dolça. Està disponible en una envàs de 330 ml i un altre de 500 ml, en llaunes d'alumini i ampolles de vidre verd.

## Història
Com el seu nom indica ("font original" és el significat d'"Urquell" en alemany i "Prazdroj" en txec) és la cervesa Pilsener original del món, la primera cervesa lager amb un característic color daurat i la clara. Avui, nou de cada deu cerveses produïdes i consumides a tot el món es fan d'acord amb l'estil Pilsner o un estil directament derivats d'aquest.
En la dècada de 1840, però, la beguda estàndard a la regió era una cervesa d'alta fermentació, que es caracteritza pel seu color fosc, la terbolesa i la qualitat variable. En una ocasió, el consell de la ciutat de Pilsen va ordenar que 36 barrils de cervesa fossin destruïts en públic a causa de la mala qualitat del producte. Diversos productors locals es van unir i van decidir invertir en una nova de la fàbrica de cervesa: el Bürgerbrauerei (fàbrica de cervesa de la ciutat, pivovar Měšťanský en txec), i van signar un contracte amb Josef Groll, un mestre cerveser de Baviera, per arribar a produir una cervesa millor. Es va preparar una nova barreja a partir del 5 d'octubre de 1842, i es va servir per primer cop l'11 de novembre de 1842, a la festa de Sant Martí en els mercats locals.
El 1859 es va registrar el Bürgerbrauerei Pilsner Bier B B El 1898 també van registrar original Pilsner Bier 1842, Plzeňský PRAMES, Prapramen, Plzenska Měšťanské, Plzeňský pravý Zdroj i, finalment, Pilsner Urquell i Plzeňský Prazdroj noms que han arribat fins avui.
El 2004 es va fer una forta inversió a la planta de producció i embotellament de la ciutat de Pilsen. Actualment és una de les majors atraccions turístiques de la ciutat i a més de visitar la planta es pot degustar una cervesa sense filtrar i fermentada en bótes al restaurant tradicional txec que hi ha dins del recinte.
També al centre de la ciutat de Pilsen trobem el museu de la cervesa, que mostra com es feia antigament aquest producte a la ciutat i un altre restaurant, tot propietat del grup.

## Productes
A més de la Pislner Urquell, a la factoria s'hi produeixen altres marques de cervesa. La Gambrinus, molt popular al mercat txec i que també és una cervesa que segueix el mètode pilsner. La Radegast, rossa i menys maltejada que les anteriors. La Velkopopovický Kozel, propera a les cerveses alemanyes per l'alt contingut en malta. Finalment trobem la Master, una cervesa creada el 2007 i que és negra